# Alfredo Cisneros
Alfredo Cisneros Gómez, es un luchador cubano de lucha libre. Ganó tres medallas en Campeonatos Panamericanos, de oro en 2015. 